# Каздарн
Каздарн (фр. Cazedarnes) је насеље и општина у јужној Француској у региону Лангдок-Русијон, у департману Еро која припада префектури Безје.
По подацима из 2011. године у општини је живело 539 становника, а густина насељености је износила 46,31 становника/km². Општина се простире на површини од 11,64 km². Налази се на средњој надморској висини од 150 метара (максималној 251 m, а минималној 98 m).

## Демографија
| 1962. | 1968. | 1975. | 1982. | 1990. | 1999. | 2011. |
| ----- | ----- | ----- | ----- | ----- | ----- | ----- |
| 317   | 353   | 284   | 300   | 329   | 394   | 539   |

График промене броја становника у току последњих година